# Isola Rizza
Isola Rizza és un comune (municipi) de la província de Verona, a la regió italiana del Vèneto, situat a uns 90 quilòmetres a l'oest de Venècia i a uns 25 quilòmetres al sud-est de Verona.
A 1 de gener de 2020 la seva població era de 3.248 habitants.
Isola Rizza limita amb els següents municipis: Bovolone, Oppeano, Ronco all'Adige, Roverchiara i San Pietro di Morubio.